# Tonight/Miss You Nights
Tonight/Miss You Nights è un singolo discografico del gruppo pop irlandese Westlife, pubblicato nel 2003. 

## Il brano
Si tratta di una doppia A-side pubblicata come secondo singolo estratto dall'album di raccolta Unbreakable - The Greatest Hits Vol. 1.
Il brano Tonight è stato scritto da Steve Mac, Wayne Hector e Jorgen Elofsson, mentre Miss You Nights è stata scritta da Dave Townsend.
La versione originale di questo secondo brano è stata registrata nel 1975 da Cliff Richard.
Il singolo è stato prodotto da Steve Mac e registrato a Londra.

## Tracce
UK CD 1
1. Tonight (Single Remix) - 4:43
2. Miss You Nights (Single Remix) - 3:09
3. Where We Belong - 3:35
4. Tonight (Video) - 4:43

CD2
1. Tonight (Single Remix) - 4:43
2. Tonight (12" Metro Mix) - 8:12
3. Miss You Nights (Video) - 3:09

## Classifiche
| Classifica  | Posizione raggiunta |
| ----------- | ------------------- |
| Regno Unito | 3                   |